# Demokratická liga Kosova
Demokratická liga Kosova (albánsky Lidhja Demokratike e Kosovës) je politická strana v Kosovu. Strana prosazuje nezávislost Kosova, její představitelé patřili mezi nejvehementnější zastánce jednostranného vyhlášení nezávislosti na Srbsku.